# Арцыбашев, Николай Сергеевич
Никола́й Серге́евич Арцыба́шев (1773—1841) — русский историк, поэт и прозаик.

## Биография
Родился 1 (12) декабря 1773 года в сельце Мамино Цивильского уезда Казанской губернии.
В 1781 году, после смерти отца был взят на воспитание дедом по матери, вологодским помещиком, коллежским асессором Яковом Михайловичем Чернявским. В 1782 году отчим, уфимский дворянин, секунд-майор Иван Савинович Кублицкий забрал Н. Арцыбашева в Казань и отдал в один из частных пансионов. В 1786 году, после смерти матери, был отдан отчимом в обер-пансион Бамани в Санкт-Петербурге и записан капралом в лейб-гвардии Преображенский полк. С 1 февраля 1788 года Арцыбышев был переведён сержантом в лейб-гвардии Семёновский полк и с этого дня совмещал военную службу с учёбой до окончания пансиона в 1789 году. В январе 1797 года переведён в Казанский гарнизонный полк в чине прапорщика. Вышел в отставку 28 октября 1801 года.
В 1809 году безуспешно пытался исходатайствовать себе место директора училищ Петербургской губернии. С 9 ноября 1802 года был корреспондентом Вольного общества любителей словесности, наук и художеств (до 10.01.1824). С 1811 года состоял членом Казанского общества любителей отечественной словесности. С 1810 года — член, с 1814 года — соревнователь, с 12 апреля 1823 года — действительный член Общества истории и древностей российских при Московском университете. В 1814—1819 гг. — Цивильский уездный предводитель дворянства. В 1815 году безуспешно пытался получить степень доктора и должность профессора Казанского университета. С 1819 года был почётным смотрителем Ядринского уездного училища, с 22 августа 1821 до 1832 года — Чебоксарского уездного училища; дослужился до чина коллежского асессора. В 1822 году — член-соревнователь московского Общества испытателей природы. Сотрудничал в «Вестнике Европы», с 1822 года — в «Казанском вестнике», который издавался по инициативе М. Л. Магницкого и в ряде др. периодических изданий. Писал также под псевдонимом Н. Любороссов. Стихи и прозу публиковал в журналах, иногда анонимно.
Главный труд Арцыбашева «Повествование о России» был издан московским Обществом истории и древностей под наблюдением Погодина (3 т., Москва, 1838—1843). Он включает историю России с древнейших времен по 1698 год; четвёртая, не оконченная часть, не была издана. «Повествование» Арцыбашева представляет свод тщательно собранных и сверенных известий и цитат из летописей и других источников и до сих пор не потеряло интереса для науки. Арцыбашеву принадлежит также ряд исследований по русской истории, изданных как отдельно, так и в исторических сборниках и периодических изданиях: «О первобытной России и её жителях» (Санкт-Петербург, 1809); «О степени доверия к истории, сочинённой кн. Курбским» («Вестник Европы», 1821, Ч. CXVII, № 12); «О свойствах царя Ивана Васильевича» («Вестник Европы», Ч. CXIX, № 18); «Замечания на Историю государства Российского Карамзина» («Московский вестник», 1828. — Ч. XI, № 19-20;, Ч. XII, № 21; 1829. — Ч. III) и других.
Арцыбашев принадлежал к «скептической школе» русской историографии. В своих сочинениях он стремился к критике фактов и к возможно точной передаче текста источников, очищая историю от всякого рода басен и сомнительных преданий. Этим объясняются его критические статьи, направленные против Н. М. Карамзина. Они вызвали горячую полемику и причинили много неприятностей как Арцыбашеву, так и М. П. Погодину, печатавшему их в своем журнале. Арцыбашев послужил мишенью для едкой сатиры князя П. А. Вяземского («Московский телеграф». — 1828. — № 19). Однако труды Арцыбашева высоко ценились такими археографами, как Строев и канцлер Румянцев, а также историками С. М. Соловьёвым и К. Н. Бестужевым-Рюминым. В своих замечаниях Арцыбашев нападал на слог Карамзина, который он называл более провозглашательным, нежели историческим; указывал, что у историографа встречается много иностранных слов (напр., хронологический вместо летосчислительный), много слов напыщенных и язвительных (злодей, изверг, вертеп разбойников), лишние проименования (мужественный Олег, гнусный любимец). Примечания Карамзина вызвали у Арцыбашева едкие строки: он писал, что многие из них «показывают только желание блистать умом или казаться глубокомысленным, иные даже совсем не нужны». Арцыбашеву не понравилось, что Карамзиным «более всего пренебрежён порядок летосчислительный», и что у него «поставлены годовые числа иногда на удачу». Относительно фактического содержания истории Карамзина, Арцыбашев давал довольно ценные указания, отмечая массу ошибок у историографа. Любопытно замечание Арцыбашева о подражании Карамзиным Юму в форме изложения и во внешнем распределении отдельных частей его труда. Общий тон критических статей Арцыбашева насмешливый: постоянно встречаются такие выражения: «довольно красиво, да только несправедливо», «нам осталось дивиться г. историографу, что он не упустил и здесь прибавить от себя», «так великолепно испортил г. историограф слова харатейных списков» и т. п.
Скончался от апоплексического удара 27 августа (8 сентября) 1841 года в селе Рындино (Цивильский уезд, Казанская губерния), где и был похоронен на сельском кладбище. Могила не сохранилась.

## Семья
Был женат дважды. Первая жена (с 14.05.1809) — Александра Ивановна Родева (Родина), помещица с. Рындино Цивильского уезда (?— 1812). В семье родились дети: Любовь (1810—?), Павел (1811—?) 
Второй раз женился в 1813 году на 27-летней владимирской дворянке Анне Никитичне Незвановой (Названовой) (1786—1857). В этом браке родились пять дочерей- Анна Николаевна Верцелиус (1815—1853), Прасковья Николаевна Красицкая (1822-?), Евдокия Николаевна (1825-?), Александра Николаевна (1826-?), Ольга Николаевна (1829-?), сын Михаил (1823—?), член Казанского губернского по крестьянским делам присутствия, в 1860 — чебоксарский и козьмодемьянский уездный предводитель дворянства, в 1865—1867 гг. — цивильский и ядринский уездный предводитель дворянства, а также сын Пётр (07.07.1818-27.04.1885). Жена Петра Николаевича — Вера Степановна Морозова (1839-16.07.1913). Их дети: Мария (24.07.1861-1904), Николай (05.08.1863-1918), Варвара (04.10.1868-1928) и Дмитрий (24.05.1871-1928)